# Бранко Бабић
Бранко Бабић (Земун, 11. септембар 1950) бивши је српски и југословенски фудбалер, а садашњи фудбалски тренер.

## Каријера
Бранко „Соса” Бабић је у играчкој каријери наступао за Црвену звезду, Осијек и као интернационалац у Белгији и Француској.
Радио је и у Јапану где је водио Мито Холихок и Шимизу.
Са екипом подгоричке Будућности је освојио Првенство Црне Горе у сезони 2007/08. Са екипом новосадске Војводине је освојио Куп Србије у сезони 2013/14.

## Трофеји

### Будућност
- Првенство Црне Горе (1) : 2007/08.

### Војводина
- Куп Србије (1) : 2013/14.